# Tournefortia salzmannii
Tournefortia salzmannii là loài thực vật có hoa trong họ Mồ hôi. Loài này được DC. miêu tả khoa học đầu tiên năm 1845.